# Стрілецькі вісті
Стрілецькі вісті — друкований орган ВО-2 «Буг».

## Історія
«Стрілецькі вісті» створені 15 квітня 1944 року начальником VI політвиховного відділу Військового штабу Воєнної округи УПА «Буг» Вавруком Василем. Редактором був Ігор Сушко. Перше число вістей називалося, «Домста». У 1944 році «Стрілецьких вістей» вийшло 27 чисел і 1945 р. — 10.
Друкували «Стрілецькі вісті» у друкарні ім. М. Міхновського, розташованій в с. Купичволя Жовківського району Львівської області.